# Ronald Read
Ronald James Read (23 octobre 1921 - 2 juin 2014) est un pompiste et concierge américain, devenu célèbre après sa mort pour avoir accumulé une fortune de plus de 8 millions de dollars grâce à des investissements boursiers prudents.
Né à Dummerston, dans le Vermont, Read a grandi dans une famille modeste et a servi dans l'armée américaine pendant la Seconde Guerre mondiale. Travaillant pendant des décennies dans des emplois modestes, il a mené une vie frugale, économisant discrètement une grande partie de ses revenus pour investir dans des actions à long terme. Sa richesse n'a été révélée qu'après son décès, lorsqu'il a laissé d'importants dons à des organisations locales, dont une bibliothèque et un hôpital. Son histoire a suscité une grande fascination en raison de sa simplicité de vie et de son impressionnante réussite financière dans l'ombre.

## Jeunesse et carrière
Read est né le 23 octobre 1921, de George et Florence Ray Read, dans une famille pauvre qui gère une ferme. Il grandit à Dummerston dans le Vermont dans une maison extrêmement petite. Pour se rendre au lycée, il marche tous les jours ou fait de l'auto-stop sur 6,4 km jusqu'à Brattleboro. il sort diplômé du Brattleboro Union High School (en) en 1940, et est le premier diplômé du secondaire de sa famille. Il a un frère aîné nommé Frank. Pendant la Seconde Guerre mondiale, il s'enrôle dans l'armée américaine et est déployé en Afrique du Nord, en Italie, et sur le théâtre du Pacifique. En Italie, il est notamment membre de la police militaire. Il atteint le grade de  technicien de cinquième rang dans l'armée. Juste avant Noël 1945, il termine son déploiement, est libéré de l'armée et retourne à Brattleboro,.
Il travaille pendant près d'un quart de siècle comme pompiste et mécanicien à la station-service Haviland,,, un commerce que lui et son frère aîné, Fred, achètent plus tard la revendent à leur retraite. Il prend sa retraite en 1979,. Un an plus tard, il prend un travail de concierge à temps partiel chez J. C. Penney, qu'il occupe pendant 17 ans avant de prendre sa retraite en 1997,.

## Vie privée
Read rencontre sa future épouse, Barbara March, à la station-service Haviland alors qu'elle est cliente et qu'il travaille comme pompiste. Elle a déjà deux enfants adolescents, dont Phillip Brown qui est à l'université, lorsqu'ils se marient en 1960,,. Read achète pour 12 000 $ une maison où il vit avec sa femme et ses beaux-enfants dont il finance les études universitaires. Sa femme meurt en 1970 d'un cancer, et il ne se remarie jamais.
Les passe-temps de Read sont de couper du bois et de collectionner des timbres et des pièces de monnaie. Il se rend fréquemment à la propriété familiale isolée et récupère du bois de chauffage qu'il coupe et des branches d'arbres pour les utiliser dans le poêle à bois de sa maison. Il fréquente fréquemment le café du Brattleboro Memorial Hospital (en) pour boire une tasse de café et manger un petit-déjeuner composé d'un muffin anglais avec du beurre de cacahuètes,. Après la fermeture du café, il commence à prendre son petit-déjeuner chez Friendly's (en). Il rencontre le directeur du développement de l'hôpital, qui lui suggère de consulter la bibliothèque et l'aide à obtenir sa première carte de bibliothèque en 2007. Il se rend régulièrement à la bibliothèque pour rendre une pile de livres et en emprunter une autre.

## Investissements et frugalité
Juliana LaBianca du Reader's Digest déclare que Read est « un homme en col bleu avec une intelligence de premier ordre ». Le Wall Street Journal note que son achat d'environ 2 380 $ de 39 actions de la Pacific Gas and Electric Company le 13 janvier 1959 a augmenté à 10 735 $ au moment de sa mort. Read a acheté de nombreuses actions de J.M. Smucker Company, CVS Health, et Johnson & Johnson et a détenu à long terme plusieurs sociétés de premier ordre, comme Procter & Gamble, JPMorgan Chase, General Electric, et Dow Chemical. Il se concentrait sur les entreprises qui versent des dividendes généreux, qu'il réinvestissait dans l'achat d'actions supplémentaires. Il n'investissait pas dans des entreprises technologiques et dans les actions populaires pendant une journée et vite oubliées car il se concentrait en grande partie sur les entreprises qu'il connaissait,. À sa mort, il possédait des actions dans pas moins de 95 entreprises diversifiées dans de nombreux secteurs tels que la santé, les télécommunications, les services publics, le transport ferroviaire, les banques et les biens de consommation. Bien qu'il possédait des actions de Lehman Brothers lors de sa faillite en 2008, cela a eu peu d'impact sur ses rendements car ses investissements étaient diversifiés. Dans un coffre-fort de sa banque, il stockait ses certificats d'actions qui, une fois empilés, atteignaient douze centimètres de haut. Pour rester au courant de ses investissements, il comptait sur le Wall Street Journal, Barron's, et la bibliothèque publique près de chez lui. Il lisait ainsi le Wall Street Journal tous les jours.
Ses voisins, sa famille et ses amis ignoraient l'ampleur de l'argent qu'il avait amassé. Il utilisait une épingle de nourrice sur sa veste en jean kaki effilochée pour pouvoir continuer à la porter, et enfilait des chemises en flanelle usées. Il était un habitué d'un restaurant Friendly's où un client a un jour payé son repas parce qu'il pensait que Read ne pouvait pas se le permettre,. Il possédait une Toyota Yaris d'occasion de 2007, et l'avocat de Read, Laurie Rowell, a déclaré que malgré son statut de millionnaire, chaque fois qu'il lui rendait visite, il se garait dans les places de stationnement les plus éloignées qui n'avaient pas de parcmètres.
Dans un article paru dans le Boston Globe, Nik DeCosta-Klipa a qualifié Read de « quintessence de la frugalité yankee, selon ceux qui le connaissaient ». Malgré le salaire limité qu'il gagnait, il a réussi à amasser une fortune substantielle en achetant des actions,. Barry Ritholtz (en) du Washington Post fait l'éloge de Read, écrivant : « La façon dont un homme aux moyens modestes a accumulé autant de richesses contient des leçons exemplaires en matière d'épargne qui s'appliquent à nous tous ». Il note que des leçons pouvaient être tirées de l'expérience de Read : « Mais il y a aussi une leçon d'avertissement sur la reconnaissance de la valeur de votre temps limité sur Terre. Peut-être qu'apprendre à profiter de la vie tant que vous le pouvez fait partie de cette équation ». Le Wall Street Journal écrit : « En plus d'être un bon sélectionneur d'actions, il a fait preuve d'une frugalité et d'une patience remarquables, ce qui lui a donné de nombreuses années de croissance composée ». Se référant au livre The Millionaire Next Door (en) de Thomas J. Stanley (en) de 1996, le chroniqueur du Los Angeles Times, Michael Hiltzik (en), trouve que Read était « un retraité du Vermont qui ressemblait à l'un des millionnaires secrets emblématiques de Stanley ».

## Mort et héritage
Alors que la santé de Read se détériorait, le Brattleboro Memorial Hospital s'est occupé de lui. Il y meurt le 2 juin 2014 à 92 ans,. Il était veuf, laissant dans le deuil deux beaux-enfants, Philip Brown et Bonnie Brown,. Ses funérailles sont menées avec les honneurs militaires et il est enterré au cimetière de Meeting House Hill.
Ses actifs s'élèvent à près de 8 millions $, dont une grande partie est constituée d'actions,. Il en lègue 2 millions $ à ses beaux-enfants, à ses soignants et à ses amis,, 4,8 millions $ au Brattleboro Memorial Hospital, et 1,2 million $ à la Brooks Memorial Library (en), qui disposait à l'époque d'un budget de 600 000 $ et d'une dotation de 600 000 $ et était affectée par la compression budgétaire locale comme d'autres bibliothèques de l'État. Ces deux legs sont les dons les plus importants que les institutions aient reçus. Read fait également don d'un phonographe historique et d'une collection de tambours à la Dummerston Historical Society. La nouvelle de ses dons est rapportée dans de nombreux journaux et magazines.
Une extension de 22,7 millions $ du Brattleboro Memorial Hospital, baptisée Ronald Read Pavilion et financée en partie par le don de Read, est inaugurée en 2022,.